# Bundesliga austriacka w piłce nożnej
Bundesliga austriacka w piłce nożnej (niem. Österreichische Fußball-Bundesliga, również jako A Bundesliga lub Admiral Bundesliga) – najwyższa w hierarchii klasa męskich ligowych rozgrywek piłkarskich w Austrii, będąca jednocześnie najwyższym szczeblem centralnym (I poziom ligowy), utworzona w 1974 r. i pierwotnie zarządzana przez Austriacki Związek Piłki Nożnej (ÖFB), a od 1992 r. przez Verein Österreichische Fußball-Bundesliga. Zmagania w jej ramach toczą się cyklicznie (co sezon) i przeznaczone są dla 12 najlepszych austriackich drużyn klubowych. Jej triumfator zostaje mistrzem Austrii, zaś najsłabsze drużyny są relegowane do 2. Ligi.

## Historia
Pierwsze piłkarskie klubowe mistrzostwa na terytorium Austro-Węgier rozgrano w sezonie 1911/12 pod nazwą 1. Klasse. Zorganizował je Niederösterreichischer Fußball-Verband (Związek Piłki Nożnej Dolnej Austrii), a uczestnicy walczyli o tytuł Niederösterreichische Landesmeister (mistrza Dolnej Austrii). Od 1924 r. liga została uznana za zawodową, zmieniając nazwę na I. Liga. W 1929 r. po raz pierwszy rozegrano amatorskie mistrzostwo dla klubów z całej Austrii. Niejednokrotnie zmieniał się format rozgrywek. W sezonie 1936/37 została wprowadzona Nationalliga, ale w niej grało tylko 12 zespołów z Wiednia. Od 1938 r. po przyłączeniu Austrii do Niemiec rozgrywki ligowe stały się częścią niemieckiej struktury ligowej jako Gauliga XVII. W sezonie 1941/42 liga zmieniła nazwę na Gauliga Donau-Alpenland. W 1945 r. została założona 1. Klasse. W sezonie 1949/50 liga zmieniła nazwę na Staatsliga. W sezonie 1965/66 liga została przemianowana na Nationalliga. W sezonie 1974/75 po raz pierwszy została użyta nazwa Bundesliga, ale już od następnego sezonu nosiła nazwę 1. Division. Nazwę Bundesliga przywrócono w sezonie 1993/94.

### Historia nazw
| - 1911/12 Erste Klasse, Meisterschaft um Niederösterreich - 1919/20 Erste Klasse - 1923/24 Erste Klasse - 1925/26 I. Liga - 1937/38 Nationalliga - 1938/39 Gauliga: Bereichsklasse 17 (Sport-Gau 17) - 1945/46 Liga - 1950/51 Staatsliga oder auch Liga (A) - 1965/66 Nationalliga | - 1974/75 Bundesliga - 1975/76 1. Division - 1994/95 Bundesliga - 1997/98 max.Bundesliga - 2003/04 T-Mobile Bundesliga - 2008/09 tipp 3-Bundesliga powered by T-Mobile - 2014/15 tipico-Bundesliga - 2021/22 Admiral Bundesliga |

## System rozgrywek
Obecny format ligi zakładający brak podziału na dwie rundy oraz na grupy mistrzowską i spadkową obowiązuje od sezonu 1993/94.
Rozgrywki składają się z 22 kolejek spotkań rozgrywanych pomiędzy drużynami systemem kołowym. Każda para drużyn rozgrywa ze sobą dwa mecze – jeden w roli gospodarza, drugi jako goście. Po dwóch rundach rozgrywek zespoły z miejsc 1-6 walczą w trzeciej rundzie o mistrzostwo i europejskie puchary. Zespoły z miejsc 7-12 grają w trzeciej rundzie o utrzymanie. Pierwsza szóstka rozgrywa ze sobą mecze – u siebie oraz na wyjeździe. Dolna szóstka również rozgrywa ze sobą mecze – u siebie oraz na wyjeździe. Od sezonu 2018/19 w lidze występuje 12 zespołów, wcześniej (od 1993/94) dziesięć. W przeszłości liczba ta wynosiła od 9 do 17. Drużyna zwycięska za wygrany mecz otrzymuje 3 punkty (do sezonu 1994/95 2 punkty), 1 za remis oraz 0 za porażkę.
Zajęcie pierwszego miejsca po ostatniej kolejce spotkań oznacza zdobycie tytułu Mistrzów Austrii w piłce nożnej. Mistrz Austrii oraz druga drużyna zdobywa prawo gry w eliminacjach do Ligi Mistrzów UEFA. Trzecia oraz czwarta drużyna zdobywają możliwość gry w Lidze Europy UEFA. Również zwycięzca Pucharu Austrii startuje w eliminacjach do Ligi Europy lub, w przypadku, w którym zdobywca krajowego pucharu zajmie miejsce w czołowej dwójce ligi – możliwość gry w eliminacjach do Ligi Europy otrzymuje również piąta drużyna klasyfikacji końcowej. Zajęcie 2 ostatnich miejsc wiąże się ze spadkiem drużyn do Erste Ligi.
W przypadku zdobycia tej samej liczby punktów, klasyfikacja końcowa ustalana jest na podstawie wyniku dwumeczu pomiędzy drużynami, w następnej kolejności, w przypadku remisu – na podstawie różnicy bramek w pojedynku bezpośrednim, następnie na podstawie ogólnego bilansu bramkowego osiągniętego w sezonie, większej liczby bramek zdobytych oraz w ostateczności za pomocą losowania.

## Uczestnicy w sezonie 2025/26
| Uczestnicy poprzedniej edycji | Uczestnicy poprzedniej edycji | Uczestnicy poprzedniej edycji | Uczestnicy poprzedniej edycji |
| --- | ----------------------------- | ----------------------------- | ----------------------------- |
| STR | Sturm Graz                    | Graz                          | 1                             |
| RBS | Red Bull Salzburg             | Salzburg                      | 2                             |
| AWI | Austria Wiedeń                | Wiedeń                        | 3                             |
| WAC | Wolfsberger AC                | Wolfsberg                     | 4                             |
| RPD | Rapid Wiedeń                  | Wiedeń                        | 5                             |
| BWL | Blau-Weiß Linz                | Linz                          | 6                             |
| LIN | LASK Linz                     | Linz                          | 7                             |
| HAR | TSV Hartberg                  | Hartberg                      | 8                             |
| WSG | WSG Tirol                     | Wattens                       | 9                             |
| GAK | Grazer AK                     | Graz                          | 10                            |
| ALT | Rheindorf Altach              | Altach                        | 11                            |
| Spadek z Bundesligi 2024/25 |                               |                               |                               |
| KLA | Austria Klagenfurt            | Klagenfurt                    | 12                            |
| Awans z 2. Liga 2024/25 |                               |                               |                               |
| RIE | SV Ried                       | Ried                          | 1                             |
| Oznaczenia: - kolumna pierwsza – skróty nazw drużyn, - kolumna trzecia – siedziba klubu, - kolumna czwarta – miejsce zajęte w poprzednim sezonie. |                               |                               |                               |

## Statystyka

### Tabela medalowa (od sezonu 1974/75)
Mistrzostwo Austrii zostało do tej pory zdobyte przez 15 różnych drużyn. 6 z nich zostało mistrzami od wprowadzenia obecnych zasad rozgrywek od sezonu 1974.
Stan po sezonie 2024/25.
| Lp. | Klub                                                                                 | Miejsca na podium | Miejsca na podium | Miejsca na podium | Zwycięskie sezony |   |   | |
| --- | ------------------------------------------------------------------------------------ | ----------------- | ----------------- | ----------------- | --- | - | - | --- |
| Lp. | Klub                                                                                 | 1.                | Red Bull Salzburg | 17                | Zwycięskie sezony | 8 | 1 | 1993/94, 1994/95, 1996/97, 2006/07, 2008/09, 2009/10, 2011/12, 2013/14, 2014/15, 2015/16, 2016/17, 2017/18, 2018/19, 2019/20, 2020/21, 2021/22, 2022/23 |
| 2.  | Austria Wiedeń                                                                       | 14                | 9                 | 9                 | 1975/76, 1977/78, 1978/79, 1979/80, 1980/81, 1983/84, 1984/85, 1985/86, 1990/91, 1991/92, 1992/93, 2002/03, 2005/06, 2012/13 |   |   | |
| 3.  | Rapid Wiedeń                                                                         | 7                 | 16                | 10                | 1981/82, 1982/83, 1986/87, 1987/88, 1995/96, 2004/05, 2007/08                                                                |   |   | |
| 4.  | Wacker Innsbruck (2) (1) (3) Swarovski Tirol (2) (1) (2) Tirol Innsbruck (3) (0) (1) | 7                 | 2                 | 6                 | 1974/75, 1976/77, 1988/89, 1989/90, 1999/00, 2000/01, 2001/02                                                                |   |   | |
| 5.  | Sturm Graz                                                                           | 5                 | 8                 | 5                 | 1997/98, 1998/99, 2010/11, 2023/24, 2024/25                                                                                  |   |   | |
| 6.  | Grazer AK                                                                            | 1                 | 2                 | 5                 | 2003/04 |   |   | |
| 7.  | VÖEST Linz                                                                           | 0                 | 2                 | 0                 | |   |   | |
| 8.  | LASK Linz                                                                            | 0                 | 1                 | 5                 | |   |   | |
| 9.  | Admira Wacker Mödling                                                                | 0                 | 1                 | 3                 | |   |   | |
| 10. | SV Ried                                                                              | 0                 | 1                 | 0                 | |   |   | |
| 10. | Wiener SC                                                                            | 0                 | 1                 | 0                 | |   |   | |
| 13. | ASKÖ Pasching                                                                        | 0                 | 0                 | 2                 | |   |   | |
| 13. | Wolfsberger AC                                                                       | 0                 | 0                 | 2                 | |   |   | |
| 15. | Rheindorf Altach                                                                     | 0                 | 0                 | 1                 | |   |   | |
| 15. | SV Grödig                                                                            | 0                 | 0                 | 1                 | |   |   | |
| 15. | SV Mattersburg                                                                       | 0                 | 0                 | 1                 | |   |   | |
|     | Suma                                                                                 | 48                | 48                | 48                | |   |   | |

### Najlepsi strzelcy
| lp. | Gracz             | Gole | Gry | Lata gry       | Kluby                |
| --- | ----------------- | ---- | --- | -------------- | -------------------- |
| 1   | Robert Dienst     | 323  | 351 | 1943-1962      |                      |
| 2   | Hans Krankl       | 320  | 427 | 1971-1988      | Rapid, Vienna, Rapid |
| 3   | Franz Binder      | 298  | 261 | 1930-1949      |                      |
| 4   | Karl Decker       | 245  | 438 | 1938-1954      |                      |
| 5   | Friedrich Cejka   | 219  | 448 | 1947-1966      |                      |
| 6   | Anton Schall      | 231  | 285 | 1925-1941      | Admira Wiedeń        |
| 7   | Wilhelm Hahnemann | 230  | 308 | 1931-1952 (59) |                      |
| 8   | Johann Buzek      | 226  | 384 | 1955-1973      |                      |
| 9   | Erich Hof         | 224  | 314 | 1954-1969      |                      |
|     | Ernst Stojaspal   | 224  | 197 | 1942-1954      |                      |